# Marcio Jorge
Marcio Carvalho Jorge (Colina, 28 de janeiro de 1975) é um ginete brasileiro. 
Começou a montar na fazenda do avô, aos cinco anos. Aos sete ganhou um cavalo de presente do pai. Em 1988 começou no Concurso Completo de Equitação (CCE), momento em que seu pai, juntamente com outros pais de competidores, trouxeram Lauro Lélis e o coronel Péricles Cavalcante para treiná-los.
Em 1991, aos 16 anos, passou a integrar a seleção brasileira júnior. Em 2004 fazia parte da equipe que foi aos Jogos Olímpicos de Atenas, mas seu cavalo se machucou.
Foi aos Jogos Pan-Americanos de Guadalajara, em 2011, onde ganhou medalha de bronze por equipes. No ano seguinte participou dos Jogos Olímpicos em Londres.  Em 2015 foi medalha de prata no CCE por equipe nos Jogos Pan-Americanos de Toronto.
Participou dos Jogos Olímpicos do Rio de Janeiro, em 2016.
É formado em medicina e trabalha em Barretos, como anestesiologista.